# Mitsubishi AAM-5
El Mitsubishi AAM-5 (misil aire-aire Tipo 04, 04 式 対 対 空 誘導) es un misil aire-aire de corto alcance desarrollado y producido por Mitsubishi Heavy Industries para la Fuerza Aérea de Autodefensa de Japón. El desarrollo del misil como reemplazo del misil AAM-3 (Tipo 90) comenzó en 1991 y ha estado operativo desde 2004.

## Características
A diferencia del misil guiado tipo 90, el AAM-5 no tiene superficies de control de amarre, utilizando el vector de empuje para una alta agilidad. El cuerpo del misil tiene líneas estrechas que se extienden sobre la mayor parte de su longitud.
El buscador fabricado por NEC también ha sido mejorado. La adición de un cardán triaxial al buscador de infrarrojos ha aumentado el campo de visión y el buscador de elementos múltiples de la matriz del plano focal del infrarrojo permite la obtención de imágenes por infrarrojos. En particular, la adición de un INS significa que las actualizaciones a mitad de curso y LOAL (Bloqueo después del lanzamiento) es posible. Terminal homing es a través de imágenes infrarrojas (IIR). En términos de generación, se coloca en la misma generación que misiles como el AIM-9X y el IRIS-T.

## Variantes
- AAM-5

Estándar.
- AAM-5B

Capacidad de discriminación de fondo mejorada y IRCCM. El tiempo de enfriamiento del buscador se prolonga con la adopción de un motor Stirling.

## Operadores
Japón
- Fuerza Aérea de Autodefensa de Japón
  - F-15J Eagle
  - Mitsubishi F-2

## Especificaciones
- Longitud: 3105 mm.
- Diámetro: 130 mm.
- Distancia entre alas: 440 mm
- Peso: 95 kg.
- Guía: AAM-5A: toma de referencia de infrarrojos terminal (IIR), INS + COLOS
- Guía: AAM-5B: Terminal IIR con IRCCM, INS + COLOS)
- Ojiva: explosión ojiva de fragmentación
- Detonación: mecanismo láser proximidad fusible e impacto.
- Alcance: 35 km.
- Velocidad: Mach 3+